# 和平大学
和平大学（西班牙語：Universidad para la Paz，UPEACE），是一所联合国下属的大学，1980年创建于哥斯达黎加聖何塞。大學創辦的宗旨是「專為和平，促進人類互相諒解、堅忍與和平共存的精神」。
和平大学是联合国下属機構中，與聯合國大學共列有权颁发硕士和博士学位的学校。该校现有来自37个国家的124位学生。和平大学的工作语言是英语，但是其工作人员大部分只能说西班牙语。
为保证学术自由，和平大学由其理事会直接管理，不附属于任何联合国机构。和平大学学校宪章由联合国大会批准，不受任何联合国条例管辖，联合国秘书长为其名誉校长。学校校园位于哥斯达黎加首都聖何塞以西20公里，占地面积约为3平方公里。
大學更宏大的目標就是體現了聯合國的全球和平與安全的宗旨。在各領域中的教育、訓練與研究的重要性都在於建立和平進程的基礎上，減少暴力衝突與恐怖主義中的成見與仇恨。大學理事會呼籲「各界利用教育研究、知識普及，在人類及社會各方面發展，來完成這個全球性偉大的工作」。